# Maana emeljanovi
Maana emeljanovi är en insektsart som beskrevs av Soulier-perkins och Thierry Bourgoin 2006. Maana emeljanovi ingår i släktet Maana och familjen Lophopidae. Inga underarter finns listade i Catalogue of Life.